# (11356) Chuckjones
(11356) Chuckjones es un asteroide perteneciente al cinturón de asteroides, descubierto el 18 de diciembre de 1997 por Frank B. Zoltowski desde el Observatorio de Woomera, Australia.

## Designación y nombre
Designado provisionalmente como 1997 YA. Fue nombrado  así en memoria de Charles M. Jones (1912-2002) quien fue un animador y director conocido por muchos como el director de dibujos animados definitivo de Warner Brothers. Durante su carrera, que abarca más de siete décadas, ha creado personajes tan memorables como Marvin el Marciano, Pepé Le Pew y el Correcaminos.

## Características orbitales
Chuckjones está situado a una distancia media del Sol de 3,030 ua, pudiendo alejarse hasta 3,386 ua y acercarse hasta 2,674 ua. Su excentricidad es 0,118 y la inclinación orbital 12,387 grados. Emplea 1926,17 días en completar una órbita alrededor del Sol.
Pertenece a la familia de asteroides de (221) Eos.

## Características físicas
La magnitud absoluta de Chuckjones es 13,20. Tiene 8,624 km de diámetro y su albedo se estima en 0,180.